# Дребна водна леща
Дребната водна леща (Lemna minor) е многогодишно водно растение от семейство Змиярникови.

## Описание
Цялото растение представлява плоска, светлозелена на цвят, елипсовидна или яйцевидна пластинка, плаваща на повърхността на водата. Дължината ѝ е от 2 до 5 mm. От долната страна на пластинката има едно коренче. Цъфти рядко през май-юни с много дребни цветове.

## Разпространение
Обитава застояли и бавно течащи води и канали. В България се среща в цялата страна от морското равнище до 1000 m надморска височина.